# Elivie
Elivie – Società Italiana Esercizio Elicotteri war eine italienische Regionalfluggesellschaft, die zum Alitalia-Konzern gehörte. Elivie hatte ihren Sitz Neapel und betrieb von 1959 bis 1971 Hubschrauber auf Inlandsstrecken.
Elivie ist ein Kunstwort, das aus den italienischen Wörtern elicottero (Helikopter) und vie (Wege) gebildet wurde und am besten mit dem englischen Heliways übersetzt werden kann.

## Geschichte
Angesichts der auch in Italien aufkommenden Nutzung von Hubschraubern plante Alitalia Mitte der 1950er Jahre den Aufbau dieses Tochterunternehmens. Man ging davon aus, dass Hubschrauber in bestimmten Bereichen (Tourismus, Inseln, städtische Ballungsgebiete) zu einem bedeutenden Transportmittel werden würden.
Am 23. November 1956 gründete Alitalia mit ihrem Hauptaktionär IRI die Firma ELI Linee Italiane, die dann Anfang des folgenden Jahres in Elivie umbenannt wurde. Das Unternehmen mit Sitz am Flughafen Neapel nahm den Flugbetrieb am 20. Juli 1959 mit vier Agusta-Bell AB 47J auf, die man vom Militär erworben hatte. Vom Flughafen und vom Hafen von Neapel aus bot Elivie Flüge zu den Inseln Capri und Ischia im Golf von Neapel sowie nach Sorrent und Positano an der Amalfiküste an. Vor allem in den ersten Jahren wurden die Hubschrauber zwischen November und April mangels ausreichender Nachfrage vermietet.
Ab 1961 bot Elivie Verbindungen zwischen dem Flughafen Mailand-Malpensa und den Städten Turin und Mailand an. Der Betrieb erwies sich jedoch als unrentabel und wurde bald aufgegeben.
1961 erhielt Elivie zwei Hubschrauber vom Typ AB 102, einer Weiterentwicklung der AB 47J. Das Modell erfüllte die Erwartungen nicht und wurde 1965 außer Dienst gestellt. 1963 übernahm Elivie eine neunsitzige AB 204B, die sich als überaus nützlich erwies, weswegen man 1965 vier weitere Hubschrauber dieses Typs, auch als Ersatz für die AB 102, in Dienst stellte. 1968 kamen dann noch zwei AB 206A zur Flotte, sowie zwei große Sikorsky S-61N, die je 26 Passagiere befördern konnten.
Im Jahr 1968 gab Alitalia ihre Elivie-Anteile an ihre Tochtergesellschaft ATI ab. Im folgenden Jahr veräußerte auch die Staatsholding IRI ihre Anteile, womit ATI das Unternehmen ganz kontrollierte. 1969 wurde das Elivie-Streckennetz um Verbindungen zwischen Venedig und Cortina d’Ampezzo sowie um Flüge zwischen Neapel, Catania und den Äolischen Inseln erweitert. Der Flugbetrieb blieb jedoch insgesamt unwirtschaftlich.
In den folgenden Monaten hatte Elivie mehrere Unfälle zu verzeichnen. Im September 1969 wurde eine AB 47J bei einer Landung in Neapel so schwer beschädigt, dass sie abgeschrieben werden musste. Ein ähnlicher Unfall ereignete sich im Dezember 1969 mit einer AB 204 bei Pesaro. In diesen beiden Fällen waren keine Todesopfer zu beklagen. Am 14. Januar 1970 verunglückte eine AB 204 auf dem Weg zu einer Agip-Förderplattform in der Adria vor Pescara, wobei alle neun an Bord befindlichen Menschen ums Leben kamen. Im weiteren Verlauf verschlechterte sich die wirtschaftliche Situation des Unternehmens auch wegen der Entwicklung des Ölpreises so sehr, dass der Flugbetrieb zum 30. Juni 1971 eingestellt werden musste.